# Mauricio Ortega Ramírez
Mauricio Alberto Ortega Ramírez (Salgar, Antioquia, 22 d'octubre de 1980) és un ciclista colombià que ha anat militant tant en equips amateurs com professionals. Actualment a l'equip RTS-Monton Racing. La seva victòria més destacada és la Volta a Colòmbia de 2016.

## Palmarès
- 2002
  - Campió panamericà sub-23 en contrarellotge
- 2003
  - Vencedor d'una etapa a la Volta a Guatemala
- 2006
  - Vencedor d'una etapa del Clásico RCN
- 2008
  - Vencedor d'una etapa del Clásico RCN
- 2009
  - 1r al Clásico RCN i vencedor d'una etapa
- 2011
  - Vencedor d'una etapa del Clásico RCN
- 2013
  - Vencedor d'una etapa a la Volta a Colòmbia
- 2016
  - 1r a la Volta a Colòmbia i vencedor de 2 etapes
- 2017
  - 1r a l'UCI Àsia Tour